# Kurhessischer Verfassungskonflikt

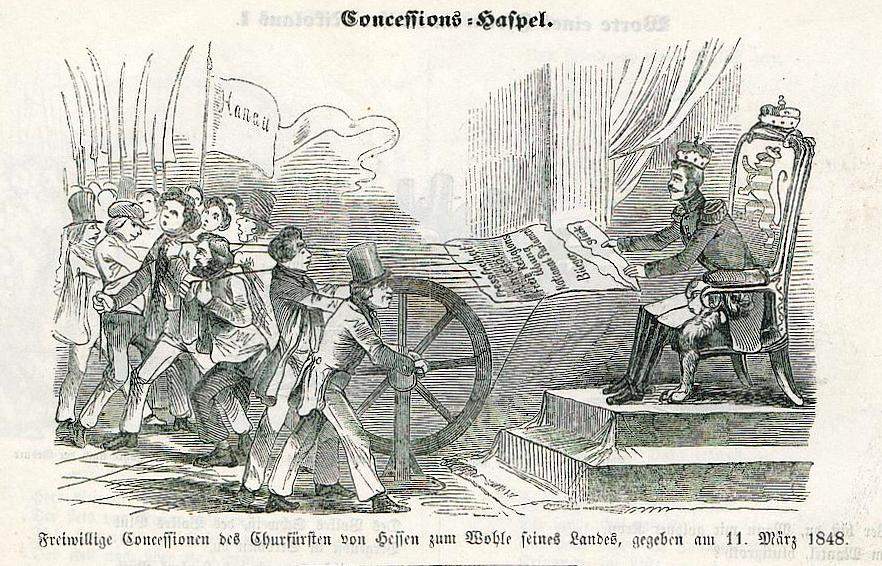
Karikatur in den Münchner Leuchtkugeln, 1848

Der kurhessische Verfassungskonflikt war ein Verfassungskonflikt, der sich 1850 im Kurfürstentum Hessen zutrug.
1850 standen sich Kurfürst Friedrich Wilhelm und sein erster Minister, Ludwig Hassenpflug, die die Verfassung aushebeln wollten, und das Bürgertum, das dies verhindern wollte, in einer Patt-Situation gegenüber.
Die Kurhessische Verfassung von 1831 bestimmte in § 143, dass Steuern nur mit landständischer Bewilligung erhoben werden durften. Die vom Bürgertum beherrschte Ständeversammlung weigerte sich, den von der Regierung vorgelegten Staatshaushalt zu bewilligen. Daraufhin erließ Kurfürst Friedrich Wilhelm I. entgegen dem eindeutigen Wortlaut der Verfassung eine Steuer-Notverordnung, um weiterhin Steuern erheben zu können. Die von Bürgerlichen beherrschte Verwaltung und Justiz betrachteten entsprechende landesherrliche Erlasse als verfassungswidrig und setzten sie nicht um. Das höchste Gericht des Landes, das Oberappellationsgericht in Kassel, nahm – damals keine Selbstverständlichkeit – das richterliche Prüfungsrecht für sich in Anspruch und erklärte, unter dem Vorsitz von Elard Johannes Kulenkamp, die Steuer-Notverordnung ebenfalls für verfassungswidrig und nichtig.
Der Kurfürst verhängte daraufhin das Kriegsrecht. Auch das zeigte kaum Wirkung. Daraufhin verschärfte der Kurfürst mit einer landesherrlichen Verordnung vom 28. September 1850, gestützt auf einen Beschluss des Deutschen Bundes, das Kriegsrecht, sprach insbesondere den Gerichten die Zuständigkeit ab, landesherrliche Erlasse auf ihre Verfassungsmäßigkeit zu überprüfen. Diese hielten sich aber nicht daran: am 3. Oktober 1850 erklärte das Oberappellationsgericht Kassel auch die landesherrliche Verordnung vom 28. September 1850 für verfassungswidrig.
Der militärische Oberbefehlshaber der kurhessischen Armee, Generalleutnant Carl von Haynau, ein Sohn des Kurfürsten Wilhelm I. und dessen zweiter Mätresse, Rosa Dorothea Ritter, versuchte, mit einer Proklamation an die Soldaten und einer Ansprache an die Offiziere am 4. Oktober 1850 wenigstens das Militär bei der Stange zu halten. Auch dies misslang. Die Offiziere hatten ihren Eid nicht nur auf den Kurfürsten, sondern auch auf die Verfassung geleistet – eine einmalige Konstellation im Deutschland des 19. Jahrhunderts. Um nicht eidbrüchig zu werden, reichten 241 der 277 Offiziere zwischen dem 9. und 12. Oktober 1850 Entlassungsgesuche ein. Dieser „Generalstreik“ von 87 Prozent des Offizierskorps machte das kurhessische Militär handlungsunfähig. Um die Konterrevolution zu retten, rief der Kurfürst die Bundesversammlung um Hilfe an, die im Rahmen einer Bundesintervention insbesondere bayerische Besatzungstruppen nach Kurhessen entsandte, die so genannten „Strafbayern“. 